# Evolution Tower
Evolution Tower (tiếng Nga: Башня Эволюция; Bashnya Evolyutsiya) là một tòa nhà chọc trời tại Trung tâm kinh doanh quốc tế Moskva ở Moskva, Nga.

## Thiết kế
Tòa tháp được thiết kế bởi RMJM cùng với Karen Forbes, một nghệ sĩ người Scotland. Mỗi tầng sẽ được xoắn 3 °, tổng cộng sẽ xoắn đủ 135 ° khi nó đạt đến đỉnh.
Quá trình xây dựng tháp bắt đầu vào năm 2011 đến vào cuối năm 2014 thì hoàn thành.